# Bellator 122
Bellator 122: Koreshkov vs. McDonough é um evento de artes marciais mistas promovido pelo Bellator MMA, é esperado para ocorrer em 25 de julho de 2014 no Pechanga Resort & Casino em Temecula, California. O evento será transmitido ao vivo na Spike TV nos Estados Unidos.

## Background
O evento contou com a Final do Torneio de Médios da 10ª Temporada. Esse foi o primeiro evento do novo presidente Scott Cooker.

## Card Oficial
Nota 1 Final do Torneio de Meio Médios da 10ª Temporada.

Nota 2 Final do Torneio de Médios da 10ª Temporada.

Nota 3 Semifinal do Torneio de Meio Pesados do Torneio de Verão de 2014.

## Ligações Externas
1. ↑  Nota 1
2. ↑  Nota 2
3. ↑  Nota 3
4. ↑  Nota 3